# Интернепо (Удине)
Интернепо је насеље у Италији у округу Удине, региону Фурланија-Јулијска крајина.
Према процени из 2011. у насељу је живело 172 становника. Насеље се налази на надморској висини од 314 м.